# Смарде
Сма́рде (латыш. Smārde; ранее — Шмарден) — населённый пункт («крупное село», латыш. lielciems) в центральной части Латвии, в Тукумском крае, административный центр Смардской волости.
До 1 июля 2009 года входило в состав Тукумского района. В результате административно-территориальной реформы 2009 года был образован Энгурский край, и Смарде стало его краевым центром. В 2021 году в результате новой административно-территориальной реформы Энгурский край был упразднён и Смарде вместе со Смардской волостью было включено в  укрупнённый  Тукумский край.

## История
В исторических источниках поселение Смарде впервые упоминается в договоре о разделе Курсы 1253 года как одно из поселений Тукумского края.

## Современное село
Часть Смарде, расположенная севернее железной дороги, застроена преимущественно частными домами. Здесь находится здание старой начальной школы, открытой в 1924 году (в 2014 году — жилой дом). Неподалёку от станции находится братское кладбище, где захоронены останки 38 солдат, павших в боях Первой мировой войны. На кладбище установлен памятник работы Карлиса Зале, открытый 21 июня 1936 года.
В южной части также преобладает частная застройка, однако имеются 5 многоквартирных домов, построенных в советское время. Здесь же находится смардская начальная школа, открытая в 1975 году. Рядом со школой расположен детский сад.

## Транспорт
Железнодорожный остановочный пункт Смарде находится на проходящей через посёлок линии Торнякалнс — Тукумс II. В Смарде заканчивается автомобильная дорога V1475 Озолпилс — Калеи — Смарде. Также территорию посёлка пересекает автомобильная дорога V1446 Тукумс — Милзкалне — Смарде — Слампе.

## Фотогалерея

Братское кладбище и памятник работы К. Зале
Школа
Вид с дороги V1446 на здание думы Энгурского края
Железнодорожный остановочный пункт Смарде. Пассажирское здание
Улица Межа. Многоквартирные дома
Детсад «Зиедлеяс»